# NetLogo
NetLogo est un langage de programmation et un environnement de modélisation pour le développement de système multi-agents. Développé par l'université Northwestern et financé par la National Science Foundation, NetLogo a été conçu et rédigé par Uri Wilensky, directeur de l'université de Northwestern. Il est utilisé dans l'enseignement et dans le domaine professionnel car il permet de modéliser des phénomènes dans certains domaines sans demander des connaissances en programmation.
De même, il est particulièrement adapté pour la modélisation de systèmes complexes sur un parcours de temps. De nombreux modèles (biologie, physique, chimie, psychologie, économie, etc.) y sont présents et l'utilisateur a la possibilité d'y en ajouter ou d'en modifier.

## Base technique
NetLogo est un logiciel gratuit et open source, sous licence GPL. Des licences commerciales sont également disponibles. Le logiciel a été écrit avec les langages Scala et Java et est exécuté sur la machine virtuelle Java. Il s'agit d'un  Interprète/compilateur hybride qui compile partiellement le code source de l'utilisateur en bytecode Java.
Une version basée sur le langage JavaScript (au lieu du langage Java) est également disponible.

## Exemples
Le modèle Wolf-Sheep Predation (fourni avec NetLogo) représente un modèle multi-agent simple. Il modélise la population prédateur/proie en temps réel. Il possède les caractéristiques suivantes :
- Deux populations d'animaux sont présentes : les loups et les moutons
- Les moutons et les loups se déplacent aléatoirement et ont une énergie limitée
- Les moutons et les loups perdent de l'énergie en se déplaçant. Si un loup ou un mouton épuise son énergie, il meurt
- Les moutons regagnent de l'énergie en mangeant de l'herbe
- Les loups regagnent de l'énergie en mangeant des moutons
- Les moutons et les loups peuvent se reproduire, partager leurs énergies avec leurs progénitures

Le modèle BEEHAVE, destiné à étudier les colonies d'abeilles, est codéveloppé par le Centre de Rothamsted et l'Université d'Exeter, en collaboration avec le Centre Helmholtz et Syngenta,. Le modèle est utilisé par l'EFSA pour établir des seuils de tolérance des colonies d'abeilles aux pesticides.

## HubNet
HubNet est une technologie qui utilise NetLogo pour exécuter des simulations participatives dans une salle de classe. Cette technologie permet aux participants, d'être considérés comme des agents indépendants et distincts. Le modèle « Tragédie des biens communs » est un exemple exploitant cette technologie.